# Don Bosco SC
Der Don Bosco Sports Club ist ein sri-lankischer Sportklub mit Sitz in der Stadt Negombo im Distrikt Gampaha der Westprovinz. Seinen Namen hat der Klub aufgrund des katholischen Priesters Johannes Bosco, welcher zumeist Don Bosco genannt wurde.

## Geschichte der Fußballer

### Aufstieg bis erste Meisterschaft
Erste Ergebnisse der Mannschaft sind aus dem Januar 2003 bekannt. Am 19. Januar 2003 gewann man im FA Cup gegen den Bolawatte SC mit 1:0. In der zweiten Runde unterlag man mit 2:1 dem Three Stars SC. Mindestens ab der Saison 2003/04 spielte der Klub in der drittklassigen Division Two des nationalen Ligasystems. In der Spielzeit 2004/05 kam der Klub ebenfalls in die zweite Runde des nationalen Pokals. Im FA Cup 2007 gelang erstmals der Einzug ins Achtelfinale, welches mit 0:1 beim Air Force SC verloren wurde. In der Liga gewann die Mannschaft nach einem 5:3-Erfolg im Elfmeterschießen gegen den Sarasavi SC die Meisterschaft. Infolgedessen stiegen beide Klubs in die mittlerweile ebenfalls drittklassige Division One auf. Aus dieser gelang nach der Folgesaison erneut der Aufstieg.
In der Saison 2008/09 spielte der Klub dann erstmals in dem zweitklassigen Segment B-1 der Premier League. Dort gelang mit 19 Punkten nach einer einfachen Runde, welche zehn Spiele umfasste der zweite Platz. In den Play-offs wurde schließlich auch das Finale gegen Old Bens erreicht. Beim Stand von 1:1 wurde die Partie aufgrund eines starken Regenfalls in der 80. Minute gestoppt und sofort zum Elfmeterschießen übergegangen. Dies verlor der Klub dann jedoch mit 3:4. Trotzdem spielt man dann ab der Saison 2009/20 in der erstklassigen Champions League. Mit 21 Punkten gelang nach zehn Spielen der erste Platz in der Gruppe B und somit die Qualifikation für die Play-offs. Im Halbfinale unterlag man hier dann aber dem Air Force SC mit 1:2. Im Pokal ging es bis ins Halbfinale, wo man gegen den Navy SC mit 3:4 im Elfmeterschießen unterlag. Die Saison 2010/11 konnte schließlich mit 44 Punkten und der Meisterschaft in der Liga gefeiert werden, da es hier keine extra Play-off-Runde gab. Im Pokal ging es diesmal sogar bis ins Finale, dort scheiterte man jedoch mit 0:2 am Army SC.

### Internationaler Wettbewerb und Absturz
Mit dem Meistertitel qualifizierte sich der Klub für den AFC President’s Cup 2011, dort wurde die Mannschaft in die Gruppe A gelost, konnte in vier Spielen jedoch kein einziger Punkt sowie nur ein einziges Tor selber erzielt werden. Somit ging es dann auch direkt wieder nach Hause. Die Saison 2011/12 endet mit 37 Punkten dann auf dem vierten Platz. Die Saison 2012/13 konnte aus organisatorischen Gründen nicht richtig ausgetragenen werden, wodurch es zu einem größeren Teilnehmerfeld von insgesamt 20 Mannschaft kam die dann in zwei Gruppen aufgeteilt wurden. Don Bosco landete dabei in der Gruppe B und belegte am Ende mit 28 Punkten den vierten Platz, was gerade noch so für die Qualifikation zu den Play-offs reichte. Dort unterlag man aber schließlich im Viertelfinale beim Renown SC. Eine noch größere Liga wurde dann in der Saison 2014/15 mit insgesamt zu Beginn noch 22 Mannschaften ausgespielt, mit 20 Punkten langte es hier für den Klub jedoch auch nur zu einem 16. Platz. Die Saison 2015 endete für den Klub dann schließlich bereits nach dem vierten Spieltag, da ein nicht spielberechtigter Fußballer eingesetzt wurde, wurde der Klub disqualifiziert. In der Folgesaison nahm er somit nicht mehr am Spielbetrieb teil. Was aus dem Klub geworden ist und ob er überhaupt noch existiert, ist nicht bekannt.

## Erfolge
- Meister der Champions League: 1
  - 2010/11